# Fracture en motte de beurre

Fracture en motte de beurre de l'extrémité distale du radius

Une fracture en motte de beurre (aussi appelée fracture en tore) est une cassure partielle de l’os. Il s’agit de la fracture la plus courante chez les enfants dont les os sont plus mous et moins cassants que les adultes, en conséquence, un côté de l’os peut se déformer ou se plier sans aucune cassure de l’autre côté. 
Une fracture en motte de beurre se produit lorsqu’un os « se tord » ou s’écrase légèrement sur lui-même. Le type le plus courant de fracture en motte de beurre chez les enfants se produit à l’avant-bras, près du poignet, en général après qu’ils tombent le bras tendu, sur la paume de la main. La blessure touche le radius en particulier.

## Mécanisme
Cette fracture se produit aux emplacements métaphysaires et ressemble au tore. On note une angulation aiguë du cortex, par opposition à la surface courbe habituelle. Elle est causée par l'impaction. Elle est généralement le résultat d'une force agissant sur l'axe longitudinal de l'os et typiquement la conséquence d'une chute sur un bras tendu. Elle implique donc principalement la métaphyse radiale distale. 
Le mot torus est dérivé du latin qui signifie gonflement ou protubérance.

## Traitement
Une immobilisation par plâtre est parfois utilisée mais l'attelle est l'option la plus courante. Étant donné que les os ne sont que partiellement brisés, ils guérissent très bien en l’espace de quelques semaines grâce au soutien et à la protection apportés. L'attelle facilite également les activités quotidiennes normales, par exemple les bains, et peut souvent épargner des visites supplémentaires chez le médecin.
Une fois traitée correctement, une fracture en motte de beurre ne cause aucun problème à long terme pour ce qui est des mouvements ou de l’aspect du bras ou du poignet de l'enfant.